# Marie-Dominique Kessler
Pour les articles homonymes, voir Kessler.
Marie-Dominique Kessler, artiste contemporaine suisse, née le 14 décembre 1958, vit et travaille à Genève.

## Biographie
Née dans le canton de Neuchâtel en Suisse, Marie-Dominique Kessler suit des études artistiques à  New York de 1982 à 1985. Elle y étudie la peinture et le dessin à l'Art Student League, à la New School et à la Parsons School of Design. Durant ces trois années, elle fréquente également l'atelier de Don Stacy à Greenwich Village.
En 1985, elle s'établit à Genève. Elle y étudie à l’École supérieure d'art visuel de 1989 à 1993. Elle commence à exposer son travail dès 1999 à Genève et à Paris, et dès 2017 à Bangkok.
En 2009, avec quelques amis dont les artistes plasticiens Siripoj Chamroenvidhya, Pierre Ferrarini, Christelle Montus, elle fonde l'association Crac, un collectif d'artistes qui organise des expositions, des récitals de poésie, des conférences et qui édite des livres d'artistes à tirage limité réunissant plasticiens et poètes. Le collectif organise des événements à la Fondation Martin Bodmer, au MAMCO, à la Maison Rousseau et Littérature, au Laboratoire d'art contemporain Andata.Ritorno, invitant des poètes tels Alain Borer, Jean-Christophe Bailly, Vahé Godel, Alain Jouffroy, Jacqueline Risset, André Velter, Zéno Bianu. Les liens créés avec les poètes l'incitent à introduire de plus en plus souvent des textes poétiques dans ses dessins.
Elle collabore depuis 2017 au Printemps de la Poésie et au Printemps des Poètes.

## Œuvre
Le dessin, le monotype et l'écriture sont les médiums artistiques privilégiés de Marie-Dominique Kessler. De l'observation du monde vivant, principalement végétal, dans ses mouvements de croissance et d'essor résultent des dessins fragmentés et parfois abstraits. Selon la critique d'art Laurence Chauvy, « le tracé (...) acquiert un pouvoir de mystère qui tient pour une part au processus de décantation auquel Marie-Dominique Kessler soumet ses idées, au moment d'installer son matériel et de réaliser ses monotypes ». Alain Jouffroy précise en 2008 que l'aspect mystérieux des dessins prend le pas sur la fidélité aux éléments observés. Pour le galeriste Joseph Farine, « Le choix en question n’est peut-être rien d’autre qu’une invitation à plus d’attention à ces détails de l’environnement premier dans leur possible immensité même ».
Dès 2007, au contact des poètes qu'elle fréquente, Marie-Dominique Kessler introduit dans ses dessins des extraits de poèmes, parfois des poèmes entiers, généralement peints à l'aquarelle. Elle expose des monotypes inspirés de l'Iliade, des Feuillets d'Hypnos de René Char, de l'Encyclopédie de Novalis, de poèmes de Federico Garcia Lorca, Blaise Cendrars, d'Alain Jouffroy, Alain Borer et André Velter. Depuis 2012, elle crée des livres d'artistes, notamment avec le poète Vahé Godel chez Editart, Alain Borer aux éditions Livre Pauvre de Daniel Leuwers, André Velter et Alain Borer aux éditions Crac ,.
Certaines de ses œuvres sont présentes dans des collections publiques : le Musée National de Bangkok, le FMAC à Genève, le Centre d'art contemporain QG à La Chaux-de-Fonds,.
Elle a exposé au musée de la Fondation Martin Bodmer, à la Maison de Rousseau et de la littérature et expose régulièrement au Laboratoire d'art contemporain Andata.Ritorno à Genève, à la galerie Arichi à Paris et plus récemment au Musée national de Bangkok.

## Expositions personnelles
- 2013 Monotypes, Andata.Ritorno, Laboratoire d'art contemporain, Genève
- 2011 Dante, Rimbaud, l’éternité, Musée de la Fondation Martin Bodmer, Genève
- 2011 Oeuvres provisoires, Andata.Ritorno, Laboratoire d’art contemporain, Genève
- 2010 Rythmes, Pinacothèque, Genève
- 2008 Galerie Akié Arichi, Paris
- 2007 Blue Train, Andata.Ritorno, Laboratoire d'art contemporain, Genève
- 2005 Monotypes et dessins, Andata.Ritorno, laboratoire d'art contemporain, Genève
- 2004 Galerie Maya Guidi, Genève
- 1999 L'aTHelier, Genève

## Expositions collectives
- 2024 La langue mise à vif, Maison Rousseau et Littérature, Genève[8]
- 2023 Autour de Maria Zambrano, Editart, Genève[9]
- 2023 S'il en est encore temps, Crac, Laboratoire d'art contemporain Andata.Ritorno, Genève[10]
- 2022 Art et poésie en extérieur, Laboratoire d'art contemporain Andata.Ritorno, Genève
- 2022 Rencontres et dialogues Editart, Manoir des livres, Archipel Butor, Lucinges
- 2021 Crac, livres d'artistes, Laboratoire d'art contemporain Andata.Ritorno, Genève
- 2021 ArtisteDici, deuxième édition, FMAC, Genève
- 2020 50 ans d'édition, Rencontres et dialogues, Editart, Genève
- 2019 Crac, livres d'artistes, Laboratoire d'art contemporain Andata.Ritorno, Genève
- 2019 Big Paintings, Satigny, Genève
- 2018 Hommage à Michel Butor, Editart, Genève
- 2018 Mise à nu, centre d'art contemporain QG, La Chaux-de-Fonds
- 2018 Danses sans territoire, Andata.Ritorno, Laboratoire d'art contemporain, Genève
- 2018 Ecritures des ciels, Maison Rousseau et Littérature, Genève
- 2018 Airmail, Centre d'art de Nan, Thaïlande
- 2017 Airmail, Musée National de Bangkok, Thaïlande
- 2017 Editart, Genève
- 2017 Airmail/pseudo, Andata.Ritorno, Laboratoire d'art contemporain, Genève
- 2017 Airmail/introduction, Satigny, Genève
- 2017 Crac, Andata.Ritorno, Laboratoire d'art contemporain, Genève
- 2016 Carnets, Halle Nord, Genève
- 2016 Ferme de la Chapelle, Genève
- 2015 Editart, Genève, en duo avec le poète Vahé Godel
- 2013 Regards croisés, Editart, Genève
- 2010 Esprit zen, galerie Akié Arichi, Paris
- 2010 Exposition de dessin contemporain Act-Art à Halle Nord, Genève
- 2009 Ombres et lumières, La Ferme de la Chapelle, Genève
- 2009 Amis à desseins, dessin contemporain à la Villa Dutoit, Genève
- 2006 Femmes en 730 portraits, Villa Dutoit, Genève
- 2003 Galerie Marianne Brand, Genève

## Livres d'artistes
- Quelque chose, livre d'artiste avec André Velter, éd. Crac 2024, Genève[11]
- Connaissements, livre d'artiste avec Alain Borer, éd. Crac 2024, Genève
- Reprise de souffle et d'allure, livre d'artiste avec André Velter, éd. Crac 2023, Genève[10]
- Sur zone, livre d'artiste avec André Velter, éd. Crac 2022, Genève
- Le plus haut, livre d'artiste avec André Velter, éd. Crac 2021, Genève
- Séduire l'univers précédé de À contre-peur, d'André Velter, avec quatre ciels de Marie-Dominique Kessler, éd. Gallimard 2021, Paris
- À l'abordage du vide, livre d'artiste avec André Velter, éd. Crac 2020, Genève
- Improviser avec les Taoïstes, livre d'artiste avec André Velter, éd. Crac 2019, Genève
- À un miracle près, livre d'artiste avec André Velter, éd. Crac 2018, Genève
- Epactes, livre d'artiste avec Alain Borer, éd. Crac 2018, Genève
- Livre d'artiste avec Vahé Godel pour Editart 2017, Genève
- Séléniques, livre d'artiste avec Alain Borer, éd. Crac 2017, Genève
- Départs de feux, livre d'artiste avec Alain Borer, éd. Livre Pauvre Daniel Leuwers 2012

## Prix
- 2010-2013 Atelier attribué par la Ville de Genève à l’Usine[12]

## Collections publiques
- Fmac, Genève
- QG centre d'art contemporain, La Chaux-de-Fonds
- Musée National de Bangkok